# Real Time with Bill Maher
Real Time with Bill Maher es un talk show que se emite semanalmente en la cadena HBO, presentado por el humorista Bill Maher. Como en su anterior programa, Politically Incorrect en ABC (y previamente en Comedy Central), Real Time tiene una sesión en la que un panel de invitados discute acontecimientos actuales sobre la política y los medios. A diferencia de su anterior programa, los invitados están mejor informados en el tema a tratar y en menos actores y celebridades incluidos en el panel. Adicionalmente, muchos invitados aparecen vía satélite.
El programa tiene una duración de una hora, se emite las noches de los viernes a las 11:00 p. m. en vivo y con público. Aproximadamente se emiten 12 nuevos episodios semanales durante la primavera (de febrero a principios de mayo), seguidos por otros 12 nuevos episodios en otoño (de finales de agosto a noviembre). Por el hecho de tratar elemento calidad HBO no vuelve emitir antiguos episodios, aunque ocasionalmente se repite algún episodio cuando el programa se toma una semana de vacaciones durante la temporada.
En España se puede ver el programa con subtítulos por Canal+ Xtra.

## Formato del programa
El programan anualmente comienza con una sketch sobre política, seguidos de los créditos y un monólogo. Maher luego realiza una entrevista vía satélite. Seguidamente irá a la mesa donde se encuentra con sus tres invitados y se produce el extenso debate. Durante el programa Maher entrevista a otra persona vía satélite o en el estudio. Al final de cada episodio, Maher tiene un segmento llamado "New Rules"(Nuevas reglas) que es un editorial en clave de humor sobre cultura popular y política de Estados Unidos. La última de las New Rules da paso al monólogo del final. Los invitados de Real Time son predominantemente liberales.
Al emitir su programa en la cadena HBO los participantes no han sido restringidos en su lenguaje ya que esta cadena no hay censura.
Desde el episodio 67 de febrero de 2006, versión en anuncio del programa se han puesto a disposición como podcast gratuitos a través de la tienda iTunes. Los podcast contienen material no emitido en el programa pirograbado durante el ensayo, incluyendo New Rules que no aparecen en la versión final. Durante dos semanas en febrero de 2008 los podcast estuvieron en formato video. Sin embargo, el formato de video fue dejado sin razón aparente el siguiente episodio, emitido en podcast el 4 de marzo de 2008.
Durante otoño de 2006, Maher comenzó a realizar un chat en vivo(ahora llamado "Overtime") en la página de HBO al finalizar el programa, normalmente incluyendo también a algunos de los invitados. Se indican los espectadores a enviar preguntas antes o durante la emisión del programa, para que éstas sean respondidas por Maher o alguno de los invitados.

## Cambios durante 2008
A partir del 11 de enero de 2008 aquel programa se empezó a emitir en alta definición.
Como resultado de la huelga de guionistas, el sketch inicial, el segmento "New Rules" y el monólogo de cierre fueron eliminados durante cinco episodios a principios de año. También fue eliminada durante la huelga la sección en la que Maher mostraba una serie de productos falsos relacionados con algún evento de actualidad. El anuncio de que el programa volvería sin los guionistas afirmaba que el monólogo inicial sería suprimido, pero cada episodio acabó incluyendo un monólogo completo.
Durante la huelga, la sección "Overtime" pasó a formar parte del programa, a través de un nuevo segmento llamado "Blogga, Please!". En la página web de HBO, durante el programa, los espectadores podían dejar comentarios o preguntas, y al final del programa Maher y los invitados responderían alguno de los comentarios. Esta sección fue descontinuada, y volvieron las New Rules, el 15 de febrero como resultado la finalización de la huelga. Adicionalmente, durante la huelga, Maher emitía entrevistas pregrabadas la gente de la calle sobre las elecciones y otros temas justo después del monólogo inicial.
En vez de ser la segunda entrevista que satélite, el episodio del 11 de enero apareció por primera en esta sección "Real Time Real Reporter", en la que un bloguero o comentarista político se unía al panel como un invitado más para ofrecer opiniones sobre los eventos de las elecciones. Los Real Time Real Reporters eran Matt Taibbi, Frank Luntz, Amy Holmes, P. J. O'Rourke, Dan Savage entre otros.